# MC Lars

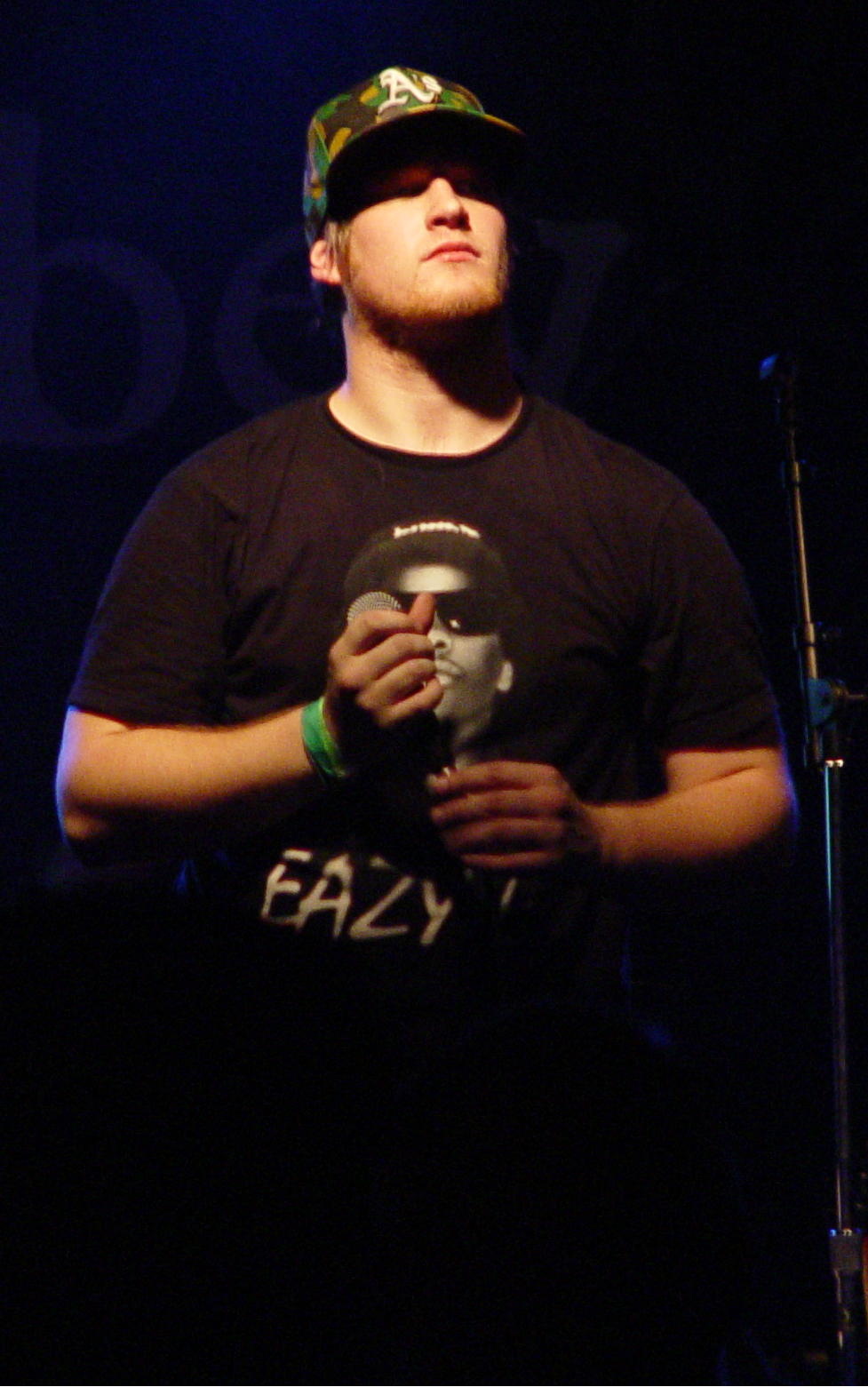
Andrew Robert Nielsen

Andrew Robert Nielsen (* 6. Oktober 1982 Berkeley, Kalifornien) ist ein amerikanischer Rapper, bekannt unter seinem Künstlernamen MC Lars. Obwohl er ein Vertreter des Nerdcore ist, bezeichnet er seine Musik als „post-punk laptop rap“ und sich selbst als Erfinder dieser Musikrichtung.

## Karriere
Nielsen hat mit vielen verschiedenen Künstlern zusammengearbeitet, unter anderem Non Phixion’s Ill Bill und Rapper mc chris, und war einer der ersten Underground-Rapper, der Post-Punk- und Emo-Bands in seine Songs einbaute. Vor 2004 trat er unter dem Namen MC Lars Horris auf, änderte den Namen aber, weil „Horris“ offenbar von Fans und Presse gerne falsch buchstabiert oder ausgesprochen wurde.
2010 trat Nielsen als Vorband für Zebrahead auf, die ihre Snapping Necks and Cashing Checks Tour in Europa starteten.

## Charts
Im Jahre 2006 veröffentlichte er die Single Download This Song, sie stieg in den „Australian Singles Charts“ bei Nummer 29 ein.

## Diskografie

### Alben
- 1999: Nothing to Fear
- 2000: Insectivorous
- 2003: Radio Pet Fencing
- 2004: The Laptop EP
- 2006: The Graduate
- 2007: 21 Concepts (But a Hit Ain't One)
- 2008: The Digital Gangster LP
- 2008: The Green Christmas EP
- 2009: This Gigantic Robot Kills
- 2009: Single and Famous
- 2011: Indie Rocket Science
- 2011: Lars Attacks!
- 2011: The Frosty the Flow Man EP
- 2012: The Edgar Allan Poe EP

### Singles
- 2005: iGeneration
- 2005: Signing Emo
- 2006: Hot Topic Is Not Punk Rock
- 2006: Download This Song
- 2006: Ahab
- 2006: Hipster Girl
- 2007: White Kids Aren't Hyphy
- 2009: Guitar Hero Hero (Beating Guitar Hero Doesn't Make You Slash)